# Chamborigaud
Chamborigaud – miejscowość i gmina we Francji, w regionie Oksytania, w departamencie Gard.
Według danych na rok 1990 gminę zamieszkiwało 716 osób, a gęstość zaludnienia wynosiła 40 osób/km² (wśród 1545 gmin Langwedocji-Roussillon Chamborigaud plasuje się na 422. miejscu pod względem liczby ludności, natomiast pod względem powierzchni na miejscu 435.).